# جاكوب سفيردروب
جاكوب سفيردروب (بالنرويجية البوكمول: Jakob Sverdrup)‏ هو مترجم وصحفي ومحرر ومؤرخ نرويجي، ولد في 30 نوفمبر 1919، وتوفي في 5 ديسمبر 1997.